# Telebasis dunklei
Telebasis dunklei är en trollsländeart som beskrevs av Bick 1995. Telebasis dunklei ingår i släktet Telebasis och familjen dammflicksländor. Inga underarter finns listade i Catalogue of Life.